# Cuando te encuentre
The Lucky One, titulada Cuando te encuentre en España e Hispanoamérica, es una película romántica y dramática estadounidense de 2012. Está basada en la novela homónima de Nicholas Sparks (1965-).
Fue dirigida por Scott Hicks, escrita por Will Fetters y protagonizada por Zac Efron y Taylor Schilling. Estrenada el 20 de abril de 2012 en Estados Unidos, el 3 de mayo en Chile y el 25 de mayo en España.

## Argumento
Durante una de sus misiones en Irak, Logan Thibault encuentra prácticamente enterrada en el desierto la fotografía de una joven sonriente. Al ver que nadie reclama la foto en la base militar, Logan decide guardársela. A partir de ese mismo instante empieza a tener buena suerte, sobrevive a una bomba que mata a dos de sus compañeros y unos de esos compañeros, por lo que considera que la chica de la foto es su amuleto y que gracias a ella sigue con vida.
Cuando regresa a Estados Unidos, tratará de buscar a la mujer de la fotografía, encontrándola en la localidad de Hampton (en el estado de Carolina del Norte). Beth Clayton (Taylor Schilling) es una persona increíblemente fuerte, que lucha por salir adelante. Logan finalmente acaba trabajando en la residencia canina de la familia, aún sin tener conocimiento alguno de lo que hacía y durante su estancia se acabará sintiendo fuertemente atraído por Beth, sin tomar atención a quienes se oponían o incluso interfieren. Él teme que su secreto pueda arruinar la maravillosa historia de amor que acaba de comenzar.

## Reparto
- Zac Efron (1987-) como Logan Thibault.
- Taylor Schilling (1984-) como Beth Green.
- Blythe Danner (1943-) como Nana.
- Riley Thomas Stewart (2002-) como Ben Clayton, el hijo de Beth.
- Jay R. Ferguson (1974-), como Keith Clayton, el policía exmarido de Beth.

## Producción

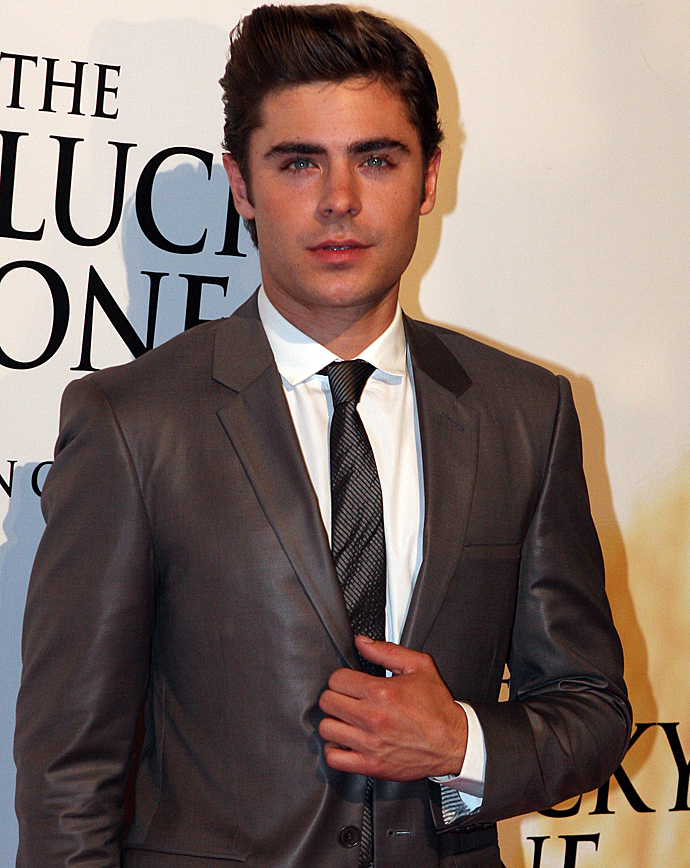
Zac Efron interpreta el papel de Logan Thibault.

Se rodó entre el 13 de octubre y el 21 de diciembre de 2010.
Fue filmada íntegramente en la ciudad de Nueva Orleans (en el estado de Luisiana).
El actor Zac Efron tuvo que aumentar 8 kilos en musculatura y raparse el cabello para poder interpretar su personaje en el film, un joven del Cuerpo de Marines de los Estados Unidos.
Taylor Schilling obtuvo el papel después de que Abbie Cornish y Katie Cassidy fueran descartadas.
El tráiler y el póster del filme fueron lanzados por Warner Bros el 8 de diciembre de 2011.
Zac Efron, Taylor Schilling y Nicholas Sparks realizaron una gira promocional por Sídney (Australia);
Berlín (Alemania),
y Londres (Reino Unido). Durante su estancia en la capital inglesa Efron declaró que: "cuando leí el guion por primera vez, pensé que no sería capaz de interpretar el papel, por varias razones: Logan es un hombre fuerte, un héroe, un marine, y un sargento, un cargo que significa una gran autoridad". Por su parte Sparks, autor de la novela en la que se basa la cinta, explicó que: "el viaje de la vida es un tema que se ha abordado en libros y películas a lo largo de la historia y sigue reutilizándose una y otra vez. Para Beth y Logan, es un viaje hacia la recuperación".

## Recepción

### Respuesta crítica
Según la página de Internet Rotten Tomatoes obtuvo un 20% de comentarios positivos, llegando a la siguiente conclusión: "a pesar de que proporciona la cantidad apropiada de melodrama, The Lucky One se basa en tópicos demasiado sensibleros como para atraer a un público que no esté relacionado con la fórmula de Nicholas Sparks". Roger Ebert escribió para Chicago Sun Times que "si alguna vez te gustó alguna película de Nicholas Sparks, probablemente disfrutarás con ésta". Todd McCarthy señaló para Variety que "Scott Hicks (¿pueden haber pasado 16 años desde Shine?) sirve esta empalagosa historia con absolutamente ninguna autoconsciencia sobre los clichés del material o su simpleza". Según la página de Internet Metacritic obtuvo críticas negativas, con un 38%, basado en 34 comentarios de los cuales 4 son positivos.

### Taquilla
Estrenada en 3.155 cines estadounidenses debutó en segunda posición con 22 millones de dólares, con una media por sala de 7.137 dólares, por delante de Los juegos del hambre y por detrás de Think Like a Man. Ha recaudado en Estados Unidos 60 millones. Sumando las recaudaciones internacionales la cifra asciende a 90 millones. El presupuesto estimado invertido en la producción fue de 25 millones.

### Premios y nominaciones
| Año  | Premio             | Categoría                     | Nominado                     | Resultado | Ref    |
| ---- | ------------------ | ----------------------------- | ---------------------------- | --------- | ------ |
| 2012 | Teen Choice Awards | Choice Movie: Romance         | The Lucky One                | Nominada  | [ 16 ] |
| 2012 | Teen Choice Awards | Choice Movie: Drama           | The Lucky One                | Ganadora  | [ 16 ] |
| 2012 | Teen Choice Awards | Choice Movie Actor: Drama     | Zac Efron                    | Ganador   | [ 16 ] |
| 2012 | Teen Choice Awards | Choice Movie Actor: Romance   | Zac Efron                    | Ganador   | [ 16 ] |
| 2012 | Teen Choice Awards | Choice Movie Actress: Romance | Taylor Schilling             | Nominada  | [ 16 ] |
| 2012 | Teen Choice Awards | Liplock                       | Zac Efron & Taylor Schilling | Nominado  | [ 16 ] |